# Otto Loewi
Otto Loewi (3. červen 1873, Frankfurt nad Mohanem – 25. prosinec 1961, New York) byl rakousko-americký fyziolog a farmakolog židovského původu narozený v Německu. Roku 1936 dostal (spolu s Henry Dalem) Nobelovu cenu za fyziologii nebo lékařství , a to za "objevy týkající se chemických přenosů nervových impulzů".

## Život
Vystudoval fyziologii a farmakologii na univerzitách v Mnichově a ve Štrasburku, kde v roce 1896 absolvoval. Roku 1902 působil několik měsíců ve Starlingově laboratoři v Londýně, kde se spřátelil s Henry Dalem. Od roku 1909 působil na univerzitě ve Štýrském Hradci, kde se nakonec stal profesorem farmakologie. Roku 1940 emigroval do USA, působil na Newyorské univerzitě, kde začal intenzivně studovat chemické procesy při přenosech impulzů ve vegetativní nervové soustavě. V roce 1921 objevil, že látka umožňující přenos vzruchů na parasympatických spojích je acetylcholin. Především za to dostal Nobelovu cenu.
Podal též důkaz, že živočichové jsou schopni syntetizovat proteiny z menších molekul. Zkoumal rovněž vliv kokainu na reakce koncových sympatických orgánů vůči adrenalinu a na nervovou stimulaci.